# Bad Boys (1995)
Bad Boys is een Amerikaanse komische actiefilm uit 1995 geproduceerd door het producentenduo Jerry Bruckheimer en Don Simpson. De actiefilm werd gemaakt voor het budget van 23 miljoen dollar maar bracht ruim 160 miljoen dollar op, waarmee het een van de meest succesvolle films van dat jaar was.
De film was het speelfilmdebuut van regisseur Michael Bay. Ook was dit de eerste film van de hoofdrolspelers Will Smith en Martin Lawrence; beiden waren voorheen alleen bekend van hun tv-series, respectievelijk The Fresh Prince of Bel-Air en Martin.
De film werd in 2003 opgevolgd door Bad Boys II.

## Verhaal
Mike Lowrey (Will Smith) en Marcus Burnett (Martin Lawrence) zijn twee politieagenten die werken voor de narcoticabrigade van Miami. Op een dag steelt de Franse crimineel Fouchet (Tchéky Karyo) voor 100 miljoen dollar aan heroïne uit een politiedepot. De drugs lagen daar als bewijsmateriaal in een rechtszaak tegen hem. Lowrey en Burnett moeten nu binnen 72 uur de drugs terugvinden anders verloopt de rechtszaak.
Een dag later huurt een handlanger van Fouchet twee prostituees in. De beide dames zien in het huis van de handlanger een lading drugs en kunnen dus de zaak verraden. Precies op datzelfde moment komt Fouchet binnen en hij vermoordt, uit voorzorg, een van de twee vrouwen. De tweede ontsnapt echter en kan getuigen tegen Fouchet. Lowrey en Burnett moeten haar beschermen tegen de bende van Fouchet en tegelijkertijd de drugs vinden.

## Rolverdeling
| Acteur              | Personage                   |
| ------------------- | --------------------------- |
| Hoofdrollen         |                             |
| Martin Lawrence     | Rechercheur Marcus Burnett  |
| Will Smith          | Rechercheur Mike Lowrey     |
| Téa Leoni           | Julie Mott                  |
| Tchéky Karyo        | Fouchet                     |
| Joe Pantoliano      | Commandant Howard           |
| Bijrollen           |                             |
| Theresa Randle      | Theresa Burnett             |
| Marg Helgenberger   | Commandant Alison Sinclair  |
| Frank John Hughes   | Casper                      |
| Vic Manni           | Ferguson                    |
| Marc Macaulay       | Noah Trafficante            |
| Saverio Guerra      | Chet                        |
| Anna Levine         | Francine (als Anna Thomson) |
| Nestor Serrano      | Rechercheur Sanchez         |
| Julio Oscar Mechoso | Rechercheur Ruiz            |
| Karen Alexander     | Max Logan                   |
| Emmanuel Xuereb     | Eddie Dominguez             |
| Michael Imperioli   | Jojo                        |
| Kevin Corrigan      | Elliot                      |

## Productie en ontvangst
Bad Boys was, voor Hollywood-begrippen, een unieke film omdat voor het eerst in de filmgeschiedenis beide helden een zwarte huidskleur hadden. In Hollywood was het tot dan toe gebruikelijk dat de politieheld blank was en zijn hulpje zwart (kijk bijvoorbeeld naar Miami Vice of Lethal Weapon). De rol van Mike Lowrey was overigens oorspronkelijk geschreven voor een blanke acteur.
Bad Boys vertoonde wel andere overeenkomsten met Miami Vice en Lethal Weapon. Zo lijkt het karakter van Marcus Burnett erg veel op dat Roger Murtough uit Lethal Weapon (ze hebben allebei een gezin) en lijkt Mike Lowrey weer op Sonny Crocket uit Miami Vice (net als Sonny is hij ook een playboy die in dure auto's rijdt en mooie pakken draagt). Ook bevat het verhaal van de film opvallend veel overeenkomsten met de eerder genoemde televisieserie en filmreeks. Volgens veel filmcritici was dit gebrek aan originaliteit een minpunt.
Veel critici vielen ook over de nogal platte humor in de film. De uitspraak van Burnett: Honey you know that I am a better cop, when I'm doing it in the morning  (Schatje, je weet dat ik een betere agent ben wanneer ik het 's ochtends doe) werd benoemd tot slechtste van dat jaar.
Regisseur Michael Bay was overtuigd van het succes en wilde op het einde een spectaculaire reeks explosies. Het budget bleek echter op te zijn en Michael Bay gaf zijn complete salaris voor de film aan de producent in ruil voor explosies. Als de film een succes zou zijn kreeg hij zijn salaris terug.
Bay was vóór het maken van deze film gespecialiseerd in het filmen van reclamespotjes en videoclips. Zijn snelle, visueel overdonderende en videoclip-achtige stijl werd een trend in actiefilms van de jaren 90.
Snelle auto's zijn opnieuw een handelsmerk van producent Robin Vromans: een Porsche 911 Turbo en een AC Shellby Cobra passeren dit keer de revue.